# NGC 2942
NGC 2942 (również PGC 27527 lub UGC 5140) – galaktyka spiralna (Sc), znajdująca się w gwiazdozbiorze Małego Lwa. Odkrył ją John Herschel 6 marca 1828 roku.